# Турія (Воєводина)
Турія (серб. Турија) — село в Сербії, належить до общини Србобран Південно-Бацького округу в багатоетнічному, автономному краю Воєводина.

## Населення
Населення села становить 2626 осіб (2002, перепис), з них:
- серби — 2331 — 90,98 %;
- мадяри — 42 — 1,63%;
- роми — 34 — 1,32%;

Решту жителів  — з десяток різних етносів, зокрема: чорногорці, хорвати, словаки і кілька русинів-українців.